# Eerste divisie (mannenhandbal) 2002/03
De eerste divisie is de op een na hoogste afdeling van het Nederlandse handbal bij de heren op landelijk niveau. Het seizoen 2002/2003 is het eerste seizoen dat de eerste divisie slechts uit één competitie bestaat. White Demons werd kampioen en promoveerde naar de eredivisie. CSV en HEC degradeerden naar de hoofdklasse.

## Opzet
- De kampioen promoveert rechtstreeks naar de eredivisie (mits er niet al een hogere ploeg van dezelfde vereniging in de eredivisie speelt).
- De ploegen die als een-na-laatste (dertiende) en laatste (veertiende) eindigen degraderen rechtstreeks naar de hoofdklasse.
- Het seizoen wordt onderverdeeld in vier perioden van respectievelijk 6, 7, 7 en 6 wedstrijden. De ploeg die in een periode de meeste punten behaalt, is periodewinnaar en verkrijgt het recht om deel te nemen aan de zogenaamde nacompetitie. Indien de uiteindelijke kampioen, een ploeg die niet mag promoveren, of een degradant een periode wint, wordt het recht tot deelname aan de nacompetitie overgedragen aan het hoogst geklasseerde team in de eindrangschikking dat nog niet aan de nacompetitie deelneemt. In de nacompetitie spelen deze vier ploegen uit de eerste divisie tegen elkaar, de winnaar uit deze competitie speelt een tweetal wedstrijden tegen de nummer 11 van de eredivisie om één plaats in de eredivisie.

Er promoveert dus zeker één ploeg, en mogelijk een tweede ploeg via de nacompetitie. Verder degraderen er twee ploegen.

## Teams
| Ploeg                   | Plaats         | Provincie     |
| ----------------------- | -------------- | ------------- |
| FIQAS/Aalsmeer 2        | Aalsmeer       | Noord-Holland |
| BDC/Breakers            | Landgraaf      | Limburg       |
| Smeeing/BDC             | Soest          | Utrecht       |
| CSV                     | Castricum      | Noord-Holland |
| DES '72                 | Papendrecht    | Zuid-Holland  |
| Wienk/De Gazellen       | Doetinchem     | Gelderland    |
| Gemini (Z)              | Zoetermeer     | Zuid-Holland  |
| Groene Ster             | Zevenbergen    | Noord-Brabant |
| HEC                     | Den Haag       | Zuid-Holland  |
| KRAS/Volendam 2         | Volendam       | Noord-Holland |
| van der Voort/Quintus 2 | Kwintsheul     | Zuid-Holland  |
| Swift Arnhem            | Arnhem         | Gelderland    |
| UDSV                    | Utrecht        | Utrecht       |
| White Demons            | Berkel-Enschot | Noord-Brabant |

## Reguliere competitie
| Pos | Club                    | Wed | W  | G | V  | Ptn | DV  | DT  | +/−  | Opmerking                                                       |
| --- | ----------------------- | --- | -- | - | -- | --- | --- | --- | ---- | --------------------------------------------------------------- |
| 1   | White Demons            | 26  | 21 | 1 | 4  | 43  | 668 | 549 | +119 | Rechtstreekse promotie naar eredivisie                          |
| 2   | BDC/Breakers            | 26  | 15 | 3 | 8  | 33  | 717 | 621 | +96  | (Vervangende) periodekampioen; gekwalificeerd voor nacompetitie |
| 3   | UDSV                    | 26  | 15 | 2 | 9  | 32  | 671 | 618 | +53  | (Vervangende) periodekampioen; gekwalificeerd voor nacompetitie |
| 4   | DES '72                 | 26  | 14 | 1 | 11 | 29  | 709 | 670 | +39  | (Vervangende) periodekampioen; gekwalificeerd voor nacompetitie |
| 5   | Wienk/De Gazellen       | 26  | 14 | 1 | 11 | 29  | 646 | 620 | +26  | (Vervangende) periodekampioen; gekwalificeerd voor nacompetitie |
| 6   | FIQAS/Aalsmeer 2        | 26  | 14 | 1 | 11 | 29  | 712 | 719 | -7   |                                                                 |
| 7   | KRAS/Volendam 2         | 26  | 12 | 3 | 11 | 27  | 670 | 678 | -8   |                                                                 |
| 8   | Swift Arnhem            | 26  | 12 | 2 | 12 | 26  | 706 | 693 | +13  |                                                                 |
| 9   | Gemini (Z)              | 26  | 11 | 3 | 12 | 25  | 704 | 714 | −10  |                                                                 |
| 10  | van der Voort/Quintus 2 | 26  | 10 | 3 | 13 | 23  | 647 | 674 | −27  |                                                                 |
| 11  | Groene Ster             | 26  | 10 | 3 | 13 | 23  | 607 | 645 | −38  |                                                                 |
| 12  | Smeeing/BDC             | 26  | 10 | 2 | 14 | 22  | 607 | 618 | −11  |                                                                 |
| 13  | CSV                     | 26  | 9  | 3 | 14 | 21  | 670 | 683 | −13  | Degradatie naar hoofdklasse                                     |
| 14  | HEC                     | 26  | 1  | 0 | 25 | 2   | 585 | 817 | −232 | Degradatie naar hoofdklasse                                     |

## Nacompetitie
| Pos | Club              | Wed | W | G | V | Ptn | DV  | DT  | +/− | Opmerking                                                 |
| --- | ----------------- | --- | - | - | - | --- | --- | --- | --- | --------------------------------------------------------- |
| 1   | UDSV              | 6   | 4 | 1 | 1 | 9   | 160 | 133 | +27 | Promotiewedstrijden tegen de nummer elf van de eredivisie |
| 2   | BDC/Breakers      | 6   | 4 | 0 | 2 | 8   | 150 | 141 | +9  |                                                           |
| 3   | Wienk/De Gazellen | 6   | 2 | 1 | 3 | 5   | 139 | 148 | −9  |                                                           |
| 4   | DES '72           | 6   | 1 | 0 | 5 | 2   | 122 | 149 | −27 |                                                           |

## Promotie-/degradatiewedstrijden
Eerste wedstrijd
| 10 mei 2003 | UDSV | 23 - 30 | Kolping |  |
| 10 mei 2003 |      |         |         |  |
| 10 mei 2003 |      |         |         |  |

Tweede wedstrijd; Kolping heeft gewonnen en blijft in de eredivisie.
| 17 mei 2003 | Kolping | 23 - 29 | UDSV |  |
| 17 mei 2003 |         |         |      |  |
| 17 mei 2003 |         |         |      |  |

## Topscorers
| Pos | Naam             | Gls | Club         |
| --- | ---------------- | --- | ------------ |
| 1   | Martin Richter   | 188 | CSV          |
| 2   | David den Hartog | 183 | UDSV         |
| 3   | Gerbert Toes     | 178 | DES '72      |
| 4   | Bram Zewald      | 177 | Swift Arnhem |
| 5   | Errol Wevers     | 176 | Groene Ster  |